# Рияхи, Катаюн
Катаю́н Рия́хи (перс. کتایون ریاحی‎; род. 31 декабря 1961, Тегеран) — иранская актриса кино и телевидения, номинантка и лауреат нескольких премий за лучшую женскую роль. Общественный деятель и благотворительница. Основатель и CEO благотворительной организации Komak Charity Foundation. Получила известность благодаря своей роли Зулейхи в телесериале «Пророк Юсуф».

## Биография

### Ранние годы
Родилась 31 декабря 1961 года в Тегеране (Иран). Получив высшее образование по литературе и антропологии, занималась литературным трудом в течение нескольких лет, в итоге переключилась на издательство.

### Карьера
Впервые появилась перед камерой в 1985 году в телесериале «Тень по соседству».
С 1987 года стала также сниматься в кино для большого экрана. За свой дебют в фильме «Осень» была удостоена номинации на приз Хрустального Симурга кинофестиваля «Фаджр» в категории «лучшая женская роль». В 2002 году за роль в «Тайной вечере» была награждена как «лучшая актриса» на Каирском международном фестивале и ещё раз номинирована на эту же награду.
В 2009 году заявила о решении оставить карьеру актрисы.

## Арест
Риахи была одной из первых знаменитостей, которая сняла хиджаб во время общенациональных протестов 2022 года и в поддержку народа написала: «Иранские женщины — голоса друг друга» и «Хватит лжи»! В интервью Iran International Катаюн Риахи упомянула, как муж запретил ей выезжать за границу в течение 10 лет, проиллюстрировав власть мужчин над женщинами в Иране. Силы безопасности арестовали её на вилле в пригороде Казвина, кроме того была арестована актриса Хенгамех Гажиани. Позже её видели выезжающей из полицейского участка в машине скорой помощи. Примерно через два месяца сотрудники службы безопасности попытались арестовать её в её же доме, но, по сообщениям, ей удалось сбежать до их прибытия.

## Фильмография
| В кино - Кафель — 2013 - Тамас-е Шейтани — 2013 - Кашти-йе Анжелика — 2009 - Гарибе — 2008 - Пайизан — 2008 - Приглашение — 2008 - Тара и клубники лихорадка — 2003 - Миледи — 2003 - Где-то там — 2003 - Тайная вечеря — 2002 - Женщина не говорит — 2002 - Мадонна — 2002 - В других местах — 2002 - Черепаха — 1996 - Май Милосердный — 1995 - Караван — 2002 - Связаться со злом — 2002 - История счастливчика — 1990 - Квартира № 13 — 1990 - Корабль Анджелики — 1988 - В последнюю минуту — 1988 - Чужие — 1987 - Информер — 1987 - Падение — 1987 | На телевидении - Пророк Юсуф — 2008 - Десятая ночь — 2001 - Легче, чем тьмы — 1998—2002 - После дождя — 1999—2000 - Дни нашей жизни — 1998—1999 - Co — 1997—1998 - Вернутся ласточки — 1996—1977 - Герои умирают — 1996 - Патриарх — 1994 - Соседи — 1993 - В пустыне — 1992 - Тень по соседству — 1985—1986 |